# Gerhardus Hozeas Krull
Gerhardus Hozeas Krull, ook Gerhardus Hoseas Krull, (Gieten, 21 januari 1850 – Anloo, 2 december 1908) was een Nederlandse burgemeester.

## Leven en werk
Krull was zoon van de in Gieten gevestigde arts Herman Petrus Krull en Carolina Augusta Wineke. Krull begon zijn loopbaan in het leger. Hij diende eerst als onderofficier en daarna als officier bij de infanterie. In 1876 vertrok hij als militair naar Nederlands-Indië. In 1883 kreeg hij eervol ontslag als kapitein. Krull werd in 1889 benoemd tot burgemeester van Vlagtwedde. Daarna volgden benoemingen tot burgemeester van Grootegast in 1892 en van Anloo in 1893. Daarvoor was hij al secretaris van Anloo. Twee jaar na zijn benoeming werd het nieuwe gemeentehuis in Annen in gebruik genomen. Een deel van het gemeentehuis werd voor 30 gulden per jaar verhuurd aan Krull als burgemeesterswoning. Tot 1935 zou het gemeentehuis deze dubbele functie bezitten. Tijdens het burgemeesterschap van Krull werd Anloo in 1895 bezocht door koningin Wilhelmina en koningin-regentes Emma. Krull was vijftien jaar burgemeester van Anloo. Hij overleed eind 1908 op 58-jarige leeftijd te Anloo.
Krull trouwde op 19 april 1900 te Nieuwe Pekela met Hillechien de Lange, dochter van de landbouwer Thomas de Lange en Hillechien de Boer. Krull was een kleinzoon van Egbert Krull, burgemeester van Neuenhaus. Hij is vernoemd naar de stiefvader van zijn vader, de predikant dr. Gerhardus Hozeas Amshoff.

## Staking veenarbeiders
Nog geen half jaar na zijn benoeming in Vlagtwedde werd Krull geconfronteerd met een staking van veenarbeiders in de Drentse en Groninger Veenkoloniën. De onlusten werden, naar zijn oordeel, veroorzaakt door opruiers uit de naburige Drentse gemeenten Emmen en Odoorn. Hij nodigde werkwillige arbeiders uit hun werk te hervatten en bood hen de nodige bescherming aan.

## Veenlijk
Op 4 juni 1891 werd er in de gemeente Vlagtwedde in het Ter Haarsterveen een veenlijk gevonden. Geert Jannes Landweer, correspondent van het Provinciaal Museum van Oudheden in Assen, beschreef deze vondst. Het betrof een man van volwassen leeftijd met een lengte van 1.65 meter. Landweer kon zijn voornemen tot een vervolgonderzoek en tot het maken van foto's niet ten uitvoer brengen, omdat Krull opdracht had gegeven om het lijk na schouwing onmiddellijk te begraven.